# China Lake
China Lake – obszar niemunicypalny w Kern County, w Kalifornii (Stany Zjednoczone), na wysokości 690 m. Poczta w China Lake została otwarta w 1948 roku.